# Nieuw Liberaal Vlieland
Nieuw Liberaal Vlieland is een Nederlandse lokale politieke partij, die zichzelf aanduidt als liberaal en actief is in de gemeente Vlieland. De partij is op 21 december 2017 ontstaan toen in de aanloop naar de gemeenteraadsverkiezingen van 2018 het hele plaatselijke VVD-kader de VVD verliet en per direct overstapte naar de nieuwe partij. Men miste waardering uit Den Haag en vroeg zich af "wat we nog aan die club hebben". De directe aanleiding voor de breuk is de partijregel dat kandidaatraadsleden lid van de VVD moeten zijn, wat op Vlieland nooit de gewoonte was.
Bij de gemeenteraadsverkiezingen in 2018 behaalde de partij op Vlieland vier zetels.